# Влости-Ольшанка
Влости-Ольшанка (пол. Włosty-Olszanka) — село в Польщі, у гміні Шепетово Високомазовецького повіту Підляського воєводства.
Населення — 109 осіб (2011).
У 1975-1998 роках село належало до Ломжинського воєводства.

## Демографія
Демографічна структура станом на 31 березня 2011 року:
|          | Загалом | Допрацездатний вік | Працездатний вік | Постпрацездатний вік |
| -------- | ------- | ------------------ | ---------------- | -------------------- |
| Чоловіки | 58      | 14                 | 40               | 4                    |
| Жінки    | 51      | 8                  | 29               | 14                   |
| Разом    | 109     | 22                 | 69               | 18                   |